# احسان فتاحیان
احسان فتاحیان (زادهٔ ۱۳۶۱ در کرمانشاه) فعال سیاسی کرد اهل ایران بود که بامداد روز چهارشنبه ۲۰ آبان ۱۳۸۸ در زندان مرکزی سنندج اعدام شد.
فتاحیان در ۲۹ تیر ۱۳۸۷ در کامیاران دستگیر شد. دادگاه انقلاب اسلامی سنندج وی را به اتهام عضویت در احزاب کُردی و تبلیغ علیه نظام به ده سال حبس توأم با تبعید در شهرستان رامهرمز محکوم کرد. اما دادستان با اعتراض به ملایم بودن حکم دادگاه بدوی، خواستار ارسال پرونده به دادگاه تجدید نظر شد و دادگاه تجدید نظر استان کردستان با تأیید اتهام محاربه با خدا، حکم ده سال زندان را به اعدام افزایش داد. به گفته برخی حقوقدانان این رأی دادگاه تجدیدنظر نقض آشکار قوانین ایران بود. بر پایه ماده ۲۵۸ قانون آئین دادرسی کیفری محاکم تجدید نظر تنها در صورتی مجاز به تشدید حکم بدوی می‌باشند که حکم صادره از حداقل مجازات مقرر در قانون کمتر باشد؛ و در مورد فتاحیان حداقل مجازات یک سال زندان بوده‌است.
پس از صدور حکم اعدام برای فتاحیان بسیاری از سازمان‌های حقوق بشری از جمله دیده‌بان حقوق بشر و عفو بین‌الملل خواستار لغو این حکم شدند. همچنین فتاحیان اعتصاب غذایی را آغاز کرد که با همراهی بسیاری از زندانیان زندان سنندج به یک اعتصای غذای دسته‌جمعی تبدیل شد و تعدادی از زندانیان زندان‌های دیگر استان‌های کردستان و آذربایجان غربی هم به این اعتصاب غذا پیوستند. اعدام فتاحیان در شرایطی در ۲۰ آبان اجرا شد که به خانوادهٔ او اجازه ملاقات با وی داده نشد و جسدش نیز به خانواده تحویل نشد. به گفته شیرین عبادی این که به خانواده یک زندانی در شب آخر اجازه ملاقات داده نشود و جنازه او هم مخفیانه به خاک سپرده شود بسیار عجیب و غیرمعمول است و این احتمال را مطرح می‌کند که وی در زندان با توجه به شرایط بد نگهداری یا اعتصاب غذا مرده باشد.